# Timothy Burstall
Timothy Burstall (1776 - 7 de diciembre de 1860) fue un ingeniero británico, pionero en el campo de la construcción de locomotoras. En 1829 inscribió su locomotora, la Perseverance, en el concurso de Rainhill, que se adjudicaría la Rocket de Stephenson.

## Semblanza

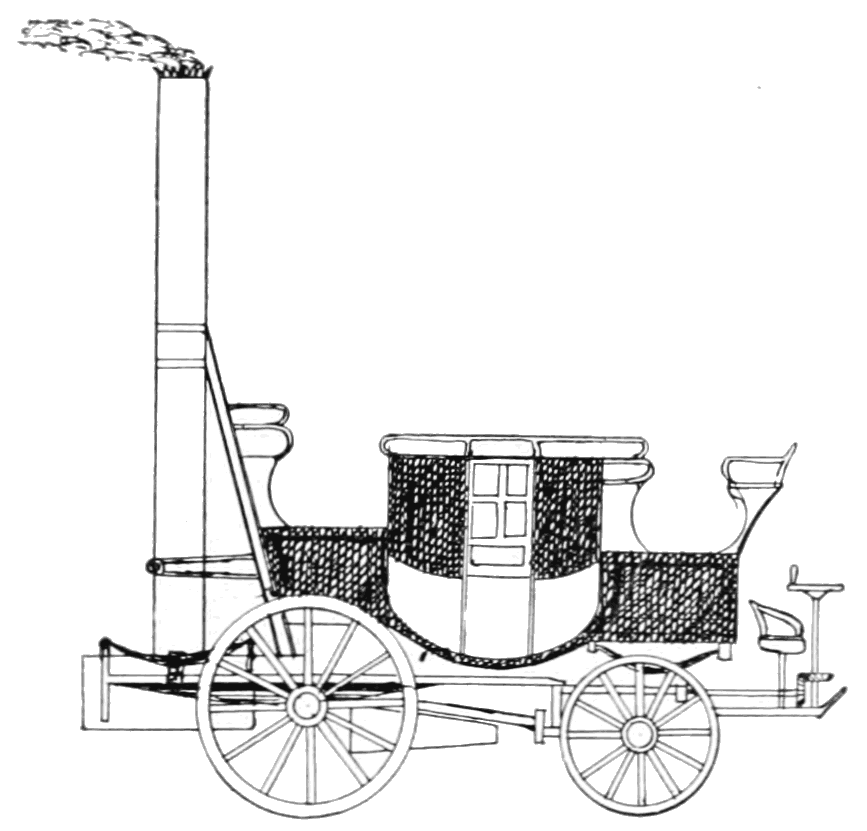
Coche de vapor Burstalls and Hills de 1824

Solo se dispone de una información fragmentaria sobre la vida y el trabajo de Burstall. En 1824, construyó junto con John Hill bajo el nombre de Burstall and Hill of London, un carro de vapor de dos ejes para transporte de pasajeros, carga y correo, que al año siguiente quedó registrado con la Patente no. 5090 del 3 de febrero de 1825. Sin embargo, durante las pruebas del vehículo, se comprobó que la máquina no estaba a la altura de las vibraciones causadas por las carreteras en mal estado, y sufría demasiados daños.
En 1826, Burstall y Hill recibieron otra patente (n.º 5405 del 22 de agosto) de un carruaje a vapor de tres ejes, con la caldera apoyada en su propio tren de rodaje, separada del motor. En octubre del mismo año, este segundo vehículo alcanzó velocidades de hasta seis millas por hora cuando se probó en Ferry Road, en Glasgow. A finales de julio de 1827, la máquina explotó en Westminster Road (Londres), hiriendo al hermano menor de John.

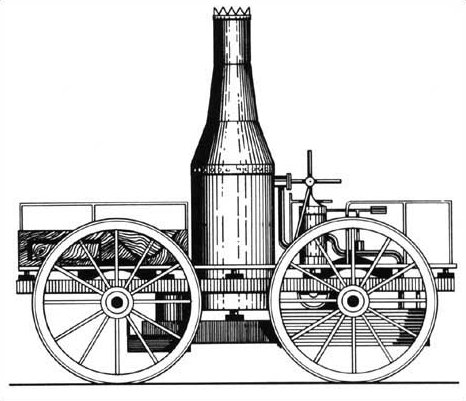
Perseverance, la locomotora de Burstall inscrita en el concurso de Rainhill

En 1829, Burstall construyó la locomotora Perseverance para participar en las pruebas de Rainhill. Sin embargo, la máquina sufrió daños durante su transporte, cuando el carro de carga pesado tirado por caballos en el que viajaba volcó en el camino hacia la pista de prueba. Burstall pasó cinco días reparando la máquina, mientras las otras locomotoras ya habían sido probadas. Cuando finalmente la restauró en el sexto y último día, demostró ser muy poco competitiva: mientras que la máquina ganadora, la Rocket, con una carga de tracción de 13 toneladas, había alcanzado una velocidad de 30 millas por hora (48 km/h), la locomotora de Burstalls, en la primera prueba alcanzó tan solo 6 millas por hora sin carga, y por lo tanto, se mantuvo muy por debajo de la velocidad mínima requerida de 10 millas por hora. Burstall retiró su máquina de la competición, y recibió una prima de gastos extraordinarios de 25 libras.
Después del fracaso de Rainhill, ya no volvió a aparecer como ingeniero de locomotoras, y la información disponible sobre sus actividades es escasa. En 1841 trabajaba como ingeniero civil en Somerset, y murió en 1860 en Glasgow.

## Familia
Burstall contrajo matrimonio dos veces: en 1806 se casó con Charlotte Radwell en la Iglesia de St Martin-in-the-Fields de Londres, y el 14 de noviembre de 1825 se casó con Marianne Price en Leith. Del segundo matrimonio nacieron dos hijos (en 1830 y 1838), y ambos recibieron el nombre de Timothy.